# سید کاظم غیاثیان
سید کاظم غیاثیان (انگلیسی: Seyed Kazem Ghiyassian؛ زاده ‎۱۴ بهمن ۱۳۳۵ - درگذشته ۲۴ بهمن ۱۳۹۲) یک بازیکن فوتبال اهل ایران بود.